# Astronidium angulosum
Astronidium angulosum är en tvåhjärtbladig växtart som beskrevs av J.F. Maxwell. Astronidium angulosum ingår i släktet Astronidium och familjen Melastomataceae. Inga underarter finns listade i Catalogue of Life.